# ۱۱۵۵ (قمری)
۱۱۵۵ (قمری)، هزار و صد و پنجاه و پنجمین سال در گاهشماری هجری قمری است. اول محرم این سال برابر با هشتم مارس سال ۱۷۴۲ میلادی است.

## زادگان
آقا محمد خان قاجار ( درگذشت : ۱۲۱۱ قمری )

## وابسته
- احمد نیریزی
- کتابت قرآن